# Morgan Uceny
Morgan Uceny (Plymouth, 10 marzo 1985) è una mezzofondista statunitense.
Si è laureata campionessa statunitense indoor nel 2010 sulla distanza dei 1 500 metri e l'anno seguente sulla stessa distanza ha vinto il titolo statunitense outdoor.

## Biografia
Nel 2007 Morgan Uceny si classifica al quarto posto ai campionati nazionali sulla distanza degli 800 metri; l'anno successivo ai campionati nazionali indoor sale sul terzo gradino del podio mentre nel 2009 con il tempo di 2'01"39 è sesta ai campionati statunitensi all'aperto. Nella gara indoor dei campionati statunitensi 2010 sulla distanza dei 1 500 metri la venticinquenne precede sulla linea del traguardo per soli due centesimi di secondo la connazionale Shannon Rowbury, diventando per la prima volta campionessa degli Stati Uniti.
Nel 2011 nella gara di casa del meeting Prefontaine Classic si classifica per la prima volta tra le prime tre in una prova della Diamond League; successivamente al meeting di New York è seconda sempre sulla distanza dei 1 500 metri. A Losanna, al meeting Athletissima precede tutte le avversarie e vince la sua prima gara del prestigioso circuito IAAF; poche settimane dopo ripete il successo a Birmingham dove vince con il tempo di 4'05"64.
Il 25 giugno 2011 Morgan Uceny vince il titolo di campionessa statunitense sulla distanza dei 1 500 metri, qualificandosi in questo modo per i campionati mondiali di atletica leggera 2011 di Taegu. Si è imposta con il tempo di 4'03"91 precedendo Jennifer Simpson e Shannon Rowbury. Ai mondiali di Taegu si qualifica per la finale giungendo quinta nella sua semifinale con il tempo di 4'09"03; nella finale una caduta dopo 1 000 metri di gara della Keniana Hellen Obiri, subito davanti a lei, la fa a sua volta cadere quindi la gara, conclusa al 10º posto, viene viziata da questo incidente. Al Memorial Van Damme, ultima prova della Diamond League, sui 1 500 metri si impone con il tempo di 4'00"06, sua miglior prestazione in carriera e miglior tempo mondiale della stagione; grazie a questi otto punti finali si aggiudica la Diamond League 2011.

## Progressione

### 800 metri piani
| Stagione | Risultato | Luogo        | Data      | Rank. Mond. |
| -------- | --------- | ------------ | --------- | ----------- |
| 2013     | 2'02"51   | Lignano      | 16-7-2013 | 108ª        |
| 2012     | 2'02"46   | Palo Alto    | 29-4-2012 | 134ª        |
| 2011     | 1'58"37   | Lignano      | 19-7-2011 | 12ª         |
| 2010     | 1'58"67   | Nottwil      | 8-8-2010  | 10ª         |
| 2009     | 2'00"06   | Monaco       | 28-7-2009 | 34ª         |
| 2008     | 2'00"01   | Londra       | 26-7-2008 | 33ª         |
| 2007     | 2'01"75   | Indianapolis | 24-6-2007 | 73ª         |

### 1500 metri piani
| Stagione | Risultato | Luogo      | Data      | Rank. Mond. |
| -------- | --------- | ---------- | --------- | ----------- |
| 2013     | 4'08"49   | Birmingham | 30-6-2013 | 74ª         |
| 2013     | 4'08"49   | New York   | 25-5-2013 | 74ª         |
| 2012     | 4'01"59   | Roma       | 31-5-2012 | 18ª         |
| 2011     | 4'00"06   | Bruxelles  | 16-9-2011 | 1ª          |
| 2010     | 4'02"40   | Losanna    | 8-7-2010  | 19ª         |
| 2009     | 4'09"95   | Lucerna    | 15-7-2009 | 81ª         |
| 2008     | 4'06"93   | Lucerna    | 16-7-2008 | 43ª         |
| 2007     | 4'17"18   | Princeton  | 13-5-2007 |             |

## Palmarès
| Anno | Manifestazione      | Luogo          | Evento       | Posizione | Risultato | Note |
| ---- | ------------------- | -------------- | ------------ | --------- | --------- | ---- |
| 2007 | Giochi panamericani | Rio de Janeiro | 800 m piani  | 11ª       | 2'04"13   |      |
| 2011 | Mondiali            | Taegu          | 1500 m piani | 9ª        | 4'19"71   |      |
| 2012 | Giochi olimpici     | Londra         | 1500 m piani | Finale    | dnf       |      |

## Campionati nazionali
- 2 volte campionessa nazionale dei 1500 m piani (2011, 2012)
- 1 volta campionessa nazionale indoor dei 1500 m piani (2010)

2008
- Bronzo ai Campionati nazionali statunitensi indoor, 800 m piani - 2'04"12

2010
- Oro ai Campionati nazionali statunitensi indoor, 1500 m piani - 4'19"46

2011
- Oro ai Campionati nazionali statunitensi, 1500 m piani - 4'03"91

2012
- Oro ai Campionati nazionali statunitensi, 1500 m piani - 4'04"59

## Altre competizioni internazionali
2010
- 6ª all'Adidas Grand Prix ( New York), 1500 m piani - 4'04"01
- 5ª all'Athletissima ( Losanna), 1500 m piani - 4'02"40
- Argento all'Aviva British Grand Prix ( Gateshead), 1500 m piani - 4'04"26
- 5ª al DN Galan ( Stoccolma), 1500 m piani - 4'02"72
- 4ª all'Aviva London Grand Prix ( Londra), 800 m piani - 1'59"32
- DNF al Weltklasse Zürich ( Zurigo), 1500 m piani

2011
- Bronzo al Prefontaine Classic ( Eugene), 1500 m piani - 4'06"32
- Argento all'Adidas Grand Prix ( New York), 1500 m piani - 4'08"42
- Oro all'Athletissima ( Losanna), 1500 m piani - 4'05"52
- Oro al Birmingham Grand Prix ( Birmingham), 1500 m piani - 4'05"64
- Bronzo all'Herculis ( Monaco), 1500 m piani - 4'01"51
- 7ª al Weltklasse Zürich ( Zurigo), 800 metri - 2'00"59
- Oro al Memorial Van Damme ( Bruxelles), 1500 m piani - 4'00"06
- Vincitrice della Diamond League nella specialità dei 1500 m piani / miglio (19 punti)

2012
- 4ª al Golden Gala ( Roma), 1500 m piani - 4'01"59
- 6ª ai Bislett Games ( Oslo), 1500 m piani - 4'05"30
- 5ª all'Aviva London Grand Prix ( Londra), 1500 m piani - 4'08"22

2013
- 7ª all'Adidas Grand Prix ( New York), 1500 m piani - 4'08"49
- 12ª al Birmingham Grand Prix ( Birmingham), 1500 m piani - 4'08"49 =
- 10ª all'Athletissima ( Losanna), 1500 m piani - 4'09"42
- 6ª al London Grand Prix ( Londra), 1500 m piani - 4'09"79